# Нов (Росія)
Нов (рос. Новь) — присілок у складі Щучанського району Курганської області, Росія. Входить до складу Медведської сільської ради.
Населення — 18 осіб (2010, 33 у 2002).
Національний склад станом на 2002 рік: росіяни — 73 %.решта башкири.